# Blame It on Rio
Blame It on Rio (br: Feitiço do Rio; pt: Romance no Rio) é um filme norte-americano de 1984, com direção de Stanley Donen e roteiro de Charlie Peters e Larry Gelbart, sendo estrelado por Michael Caine, Joseph Bologna, Michelle Johnson, Valerie Harper com a participação de Demi Moore em início de carreira. Caine e Moore voltariam a atuarem juntos no filme de 2007 Flawless (br: Um Plano Brilhante; pt: Estratégia Brilhante). Caine também aparece em Austin Powers in Goldmember de 2002, que Moore atua como produtora.
Este é o último filme lançado nos cinemas dirigido por Donen, cujo trabalho anterior incluiu filmes notáveis como Singin' in the Rain, On the Town, Seven Brides for Seven Brothers e Charade.
A principal locação do filme foi a cidade do Rio de Janeiro e contou com a participação de vários atores brasileiros, entre eles, José Lewgoy, Nelson Dantas, Rômulo Arantes, Jane Duboc, entre outros. O lançamento ocorreu em 17 de fevereiro de 1984. Este filme é uma refilmagem de uma comédia francesa de 1977 com o nome de "Un Moment D'Egarement", dirigido por Claude Berri.
Em 2015 foi produzido outro remake na França, Un moment d'égarement (pt: Um Momento de Perdição; br: Doce Veneno).

## Sinopse
Matthew (Michael Caine) e Victor (Joseph Bologna) resolvem passar suas férias nas areias das praias cariocas, cada um levando sua filha  adolescente. Uma vez no Rio de Janeiro, Jennifer (Michelle Johnson), filha de Victor, tem a intenção de seduzir Matthew, que inicialmente resiste. Ambos começam um relacionamento secreto, desencadeando uma série divertida de mentiras e enganos, na tentativa de esconder este relacionamento, principalmente quando a esposa de Matthew chega, repentinamente, ao Brasil.

## Elenco
- Michael Caine..«»..Matthew Hollis
- Joseph Bologna..«»..Victor Lyons
- Valerie Harper..«»..Karen Hollis
- Michelle Johnson..«»..Jennifer Lyons
- Demi Moore..«»..Nicole 'Nikki' Hollis
- José Lewgoy..«»..Eduardo Marques
- Lupe Gigliotti..«»..Sra Botega
- Michael Menaugh..«»..Peter
- Tessy Callado..«»..Helaine
- Ana Lucía Lima..«»..Macumba #1
- Maria Helena Velasco..«»..Macumba #2
- Zeni Pereira..«»..Mãe da noiva
- Eduardo Conde..«»..Cantor
- Betty von Wien..«»..Isabella
- Nelson Dantas..«»..Doutor
- Thomas Lee Mahon..«»..Lorenzo
- Victor Haïm..«»..Bernardo
- Jane Duboc..«»..Cantora do Café
- Rômulo Arantes..«»..Diego
- Giovanna Soore..«»..Astrid
- Grupo Benzala..«»..Capoeirista
- Angelo DeMatos..«»..Dançarino

## Produção
O filme foi rodado na cidade do Rio de Janeiro. Johnson, que tinha 17 anos no momento das filmagens, recebeu permissão de um juiz para aparecer de topless em algumas cenas do filme.

## Recepção
Vincent Canby, revisando Blame It on Rio, declarou que não era engraçado e que seu roteiro era de mau gosto. O jornal australiano The Canberra Times descreveu Blame It on Rio como "um dos piores filmes já feitos e, definitivamente, o lixo mais banal a ter o nome de Michael Caine nos créditos - e ele tem algumas bombas em seu crédito". Roger Ebert observou como irritante que é ver como fazem uma comédia de uma menor que usa o sexo para seduzir um homem maduro. Rotten Tomatoes atribuiu ao filme Blame It on Rio uma classificação de 9% com base em críticas de 22 críticos.